# Le Quatrième Homme (film, 1983)
Pour les articles homonymes, voir Le Quatrième Homme.
Pour plus de détails, voir Fiche technique et Distribution.
Le Quatrième Homme (De vierde man) est un film néerlandais réalisé par Paul Verhoeven et sorti en 1983. Il s'agit de l'adaptation du roman du même nom de Gerard Reve lui-même basé sur la vie de l'auteur.

## Synopsis

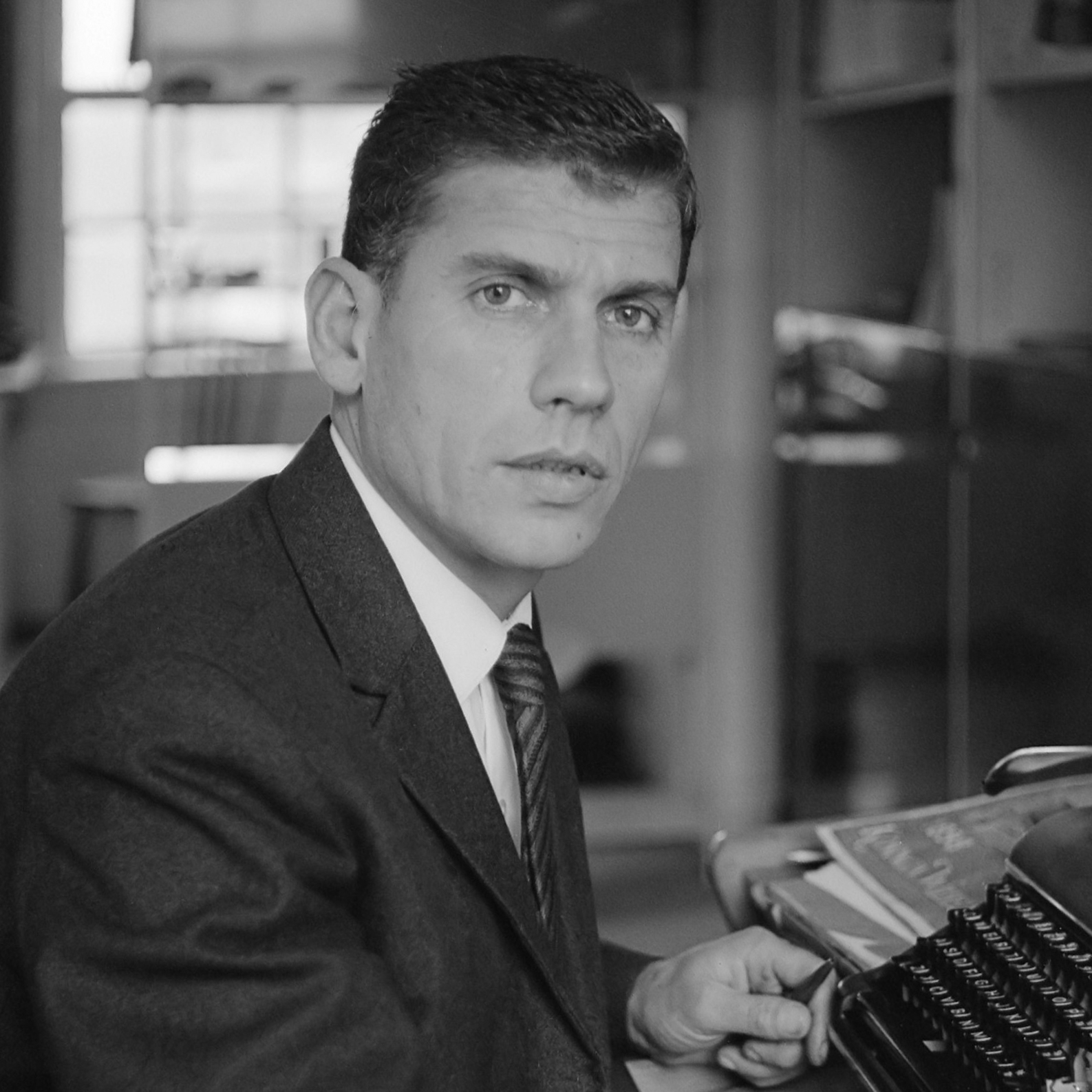
Le film s'inspire d'un roman et de la vie de Gerard Reve

Gerard Reve, écrivain bisexuel obsédé par la mort (« Quand je pense à la mort je ne dors pas, et quand je ne dors pas je pense à la mort »), voyage entre Amsterdam et Flessingue. Il rencontre lors d'une conférence Christine Halsslag, une femme riche et séduisante qui l'invite à passer la nuit chez elle. La liaison qu'elle entretient avec le jeune Herman, que Gerard avait croisé à la gare en partant d'Amsterdam, persuade finalement ce dernier à rester, découvrant peu à peu qu'il peut être le « quatrième homme ».

## Fiche technique
Sauf indication contraire, les informations mentionnées dans cette section peuvent être confirmées par la base de données cinématographiques IMDb,  présente dans la section « Liens externes ».
- Titre : Le Quatrième Homme
- Titre original : De vierde man
- Titre anglais : The Fourth Man
- Réalisation : Paul Verhoeven
- Scénario : Gerard Soeteman, d'après le roman Le Quatrième Homme de Gerard Reve
- Musique : Loek Dikker
- Photographie : Jan de Bont
- Montage : Ine Schenkkan
- Direction artistique : Roland De Groot
- Costumes : Elly Claus
- Production : Rob Houwer
- Sociétés de production : Verenigde Nederlandsche Filmcompagnie et Rob Houwer Productions
- Distribution : Tuschinski Film Distribution (Pays-Bas), Accattone Distribution (France)
- Pays d'origine :  Pays-Bas
- Langue originale : néerlandais
- Format : Couleurs - 1,66:1 - son mono - 35 mm
- Genre : thriller érotique, drame
- Durée : 102 minutes
- Dates de sortie :
  - Pays-Bas : 24 mars 1983
  - Canada : 11 septembre 1983 (Festival international du film de Toronto)
  - États-Unis : 15 novembre 1983 (Festival international du film de Chicago)
  - France : 25 mars 1992
- Classification[2] :
  - Pays-Bas : interdit aux moins de 12 ans
  - France : interdit aux moins de 12 ans

## Distribution
- Jeroen Krabbé : Gerard Reve
- Renée Soutendijk : Christine Halsslag
- Thom Hoffman : Herman
- Dolf de Vries : Dr. de Vries
- Geert de Jong : Ria

## Production
Le tournage a lieu à Amsterdam, Flessingue, La Haye, Leyde, Noordwijk, Hilversum et Amersfoort.

## Distinctions
Sauf indication contraire, les informations mentionnées dans cette section peuvent être confirmées par la base de données cinématographiques IMDb,  présente dans la section « Liens externes ».

### Récompenses
- Festival international du film fantastique d'Avoriaz 1984 : Prix spécial du jury
- Los Angeles Film Critics Association Awards 1984 : meilleur film étranger
- National Board of Review 1984 : Top "films étrangers"

### Nominations
- Festival international du film de Toronto 1983 : prix de la critique internationale
- Festival international du film de Chicago 1983 : meilleur film
- Festival international du film fantastique d'Avoriaz 1984 : Grand prix

## Analyse
Fortement axée sur les présomptions criminelles et la relation érotique entre l'écrivain et l'esthéticienne, l'intrigue semble préfigurer les rapports ambigus qu'entretiendront Nick et Catherine, le policier et la romancière de Basic Instinct.